# Heike Czyganowski
Heike Czyganowski (* 1. November 1964) ist eine ehemalige deutsche Fußballspielerin, die neun Spielzeiten für den TSV Siegen aktiv war.

## Karriere

### Vereine
Czyganowski, aus Dortmund kommend, gehörte von Saisonbeginn 1986/87 bis zum Saisonende 1994/95 der seit 18. Juli 1974 bestehenden Frauenfußballabteilung des TSV Siegen an, der diese vom Siegener SC übernommen hatte.
Als 1,56 m große Mittelfeldspielerin eingesetzt, erreichte sie mit ihrer Mannschaft fünfmal das Finale um die Deutsche Meisterschaft, von denen die ersten vier allesamt im Siegener Leimbachstadion gewonnen wurden.
Am 28. Juni 1987 wurde der FSV Frankfurt mit 2:1 bezwungen, am 24. Juni 1990 die SSG 09 Bergisch Gladbach mit 3:0. Am 16. Juni 1991 gelang im ersten Finale der neuen zweigleisigen Bundesliga erneut der Erfolg über den FSV Frankfurt – diesmal mit 4:2 – mit der Besonderheit, dass mit ihr auch drei spätere Nationaltrainerinnen auf dem Platz waren! (Silvia Neid, Steffi Jones und Martina Voss) Im Jahr darauf, am 28. Juni 1992, der 2:0-Sieg über den Grün-Weiß Brauweiler. Als das Finale dann am 20. Juni 1993 im Waldstadion von Limburgerhof ausgetragen wurde, unterlag man dem TuS Niederkirchen mit 1:2.
Das Finale um den DFB-Pokal erreichte sie mit ihrer Mannschaft insgesamt achtmal, wobei die ersten drei in Folge gewonnen wurden. Einzig am 19. Mai 1990 erreichte die Mannschaft das Finale nicht, ab 1991 dafür fünfmal in Folge, wobei nur das am 12. Juni 1993 mit dem Titel gekrönt werden konnte.
Ihre Finalspielpremiere hatte sie am 20. Juni 1987 im Berliner Olympiastadion beim 5:2-Sieg über den STV Lövenich. Die beiden höchsten Siege errang sie mit ihrer Mannschaft am 28. Mai 1988 beim 4:0-Triumph über den FC Bayern München und am 24. Juni 1989 beim 5:1-Erfolg über den FSV Frankfurt jeweils an selber Stätte. Ihr letzter Pokalgewinn glückte am 12. Juni 1993 erst im Elfmeterschießen mit 6:5 gegen Grün-Weiß Brauweiler. 1991, 1992, 1994 und 1995 musste man sich Grün-Weiß Brauweiler und dem FSV Frankfurt denkbar knapp mit 0:1 geschlagen geben, unterlag erneut Grün-Weiß Brauweiler mit 1:2 und dem FSV Frankfurt mit 1:3.
Ferner gehörte sie der Mannschaft an, die am 11. August 1992 in Hannover das Spiel um den Supercup mit 4:0 gegen den FSV Frankfurt gewann.
Zuletzt spielte sie für die SG Lütgendortmund in der Regionalliga West, bestritt ein Punktspiel in der Saison 2009/10 und alle 26 Punktspiele in der Saison 2010/11. Ihr letztes Punktspiel in der Regionalliga bestritt sie am 5. Juni 2011 beim 1:0-Sieg im Heimspiel gegen den VfL Kommern, bevor sie zur Halbzeit für Vanessa Hannig ausgewechselt wurde. In der Saison 19/20 beendete sie ihre aktive Fußballkarriere in der Bezirksliga beim BV Lünen 05 und erzielte dabei das ein oder andere Tor.

### Auswahlmannschaft
Bevor Czyganowski im Juni 1986 – neben Rike Koekkoek – als eine von zwei Neuzugängen von Trainer Gerhard Neuser vorgestellt wurde, konnte sie auf 20 Einsätze für die Westfalenauswahl zurückblicken.

## Erfolge
- Deutscher Meister 1987, 1990, 1991, 1992, -Finalist 1993
- DFB-Pokal-Sieger 1987, 1988, 1989, 1993, -Finalist 1991, 1992, 1994, 1995
- DFB-Supercup-Sieger 1992